# Пейдж, Луис
Лу́ис Анто́нио Пейдж (англ. Louis Antonio Page; 27 марта 1899, Ливерпуль — 11 октября 1959, Беркенхед) — английский футболист и футбольный тренер.
Выступал за английские клубы «Сток», «Нортгемптон Таун», «Бернли», «Манчестер Юнайтед» и «Порт Вейл». В 1933 году стал играющим тренером в клубе «Йовил энд Петтерс Юнайтед». На протяжении последующих двадцати лет работал тренером в клубах «Ньюпорт Каунти», «Гленторан», «Карлтон», «Суиндон Таун» и «Честер».
Также провёл 7 матчей за национальную сборную Англии в 1927 году.

## Клубная карьера
Уроженец Керкдейла, Ливерпуль, Пейдж начал карьеру в молодёжных командах мерсисайдских клубов «Эвертон» и «Саут Ливерпуль». В 1919 году перешёл в «Сток», где стал профессиональным футболистом. 13 декабря 1919 года забил первый в своей профессиональной карьере гол в игре против «Бирмингема» на «Сент-Эндрюс». Всего провёл за «гончаров» 21 матч.
В 1922 году перешёл в «Нортгемптон Таун», выступавший в Третьем южном дивизионе. Провёл в клубе 3 сезона, сыграв 129 матчей и забив 26 мячей.
В 1925 году Пейдж стал игроком «Бернли». В сезоне 1925/1926 Луис забил за клуб 26 голов, став лучшим бомбардиром команды в сезоне. Помог команде сохранить за собой место в Первом дивизионе (от вылета во Второй дивизион «Бернли» спасло 1 очко). 10 апреля 1926 года побил клубный рекорд, забив шесть голов в матче против «Бирмингема». В сезоне 1926/1927  забил 15 голов и вновь стал лучшим бомбардиром сезона, а команда заняла 5-е место. В сезоне 1927/1928  «бордовые» заняли лишь 19-е место, от вылета из спасло одно очко. В сезоне 1928/1929 команда вновь финишировала на 19-й строчке. В сезоне 1929/1930 «Бернли» наконец выбыл из Первого дивизиона, заняв 21-е место, а Пейдж в третий раз стал лучшим бомбардиром команды в сезоне с 15 забитыми мячами. Он провёл в клубе ещё два сезона во Втором дивизионе. В общей сложности сыграл за клуб 259 матчей и забил 115 голов.
В марте 1932 года перешёл в «Манчестер Юнайтед» за £1000. Уолтер Крикмер назначил Пейджа капитаном команды. Провёл за клуб 9 матчей в оставшейся части сезона 1931/32. Перед началом сезона 1932/33 «Юнайтед» возглавил Скотт Дункан, под руководством которого Пейдж провёл только 3 игры за клуб, после чего был продан в «Порт Вейл» 12 октября 1932 года. В сезоне 1932/33 Пейдж сыграл за «Порт Вейл» 19 матчей.

## Карьера в сборной
Луис Пейдж провёл 7 матчей за сборную Англии в 1927 году, где играл вместе с легендарным нападающим Дикси Дином. Провёл четыре игры в рамках домашнего чемпионата Британии и ещё три товарищеских матча, забив гол в ворота сборной Бельгии 11 мая 1927 года и гол в ворота Уэльса 28 ноября того же года (в ряде источников указывается, что Луис Пейдж забил гол в ворота сборной Уэльса прямым ударом с углового, в других источниках указано, что это был автогол от валлийского игрока Фреда Кинора).

### Матчи Пейджа за сборную
| Матчи и голы Луиса Пейджа за сборную Англии | Матчи и голы Луиса Пейджа за сборную Англии | Матчи и голы Луиса Пейджа за сборную Англии | Матчи и голы Луиса Пейджа за сборную Англии | Матчи и голы Луиса Пейджа за сборную Англии | Матчи и голы Луиса Пейджа за сборную Англии | Матчи и голы Луиса Пейджа за сборную Англии | Матчи и голы Луиса Пейджа за сборную Англии |
| ------------------------------------------- | ------------------------------------------- | ------------------------------------------- | ------------------------------------------- | ------------------------------------------- | ------------------------------------------- | ------------------------------------------- | ------------------------------------------- |
| №                                           | Дата                                        | Место проведения                            | Соперник                                    | Счёт                                        | Голы Пейджа                                 | Соревнование                                | Зрители                                     |
| 1                                           | 12 февраля 1927                             | Рейскорс Граунд, Рексем                     | Уэльс                                       | 3:3                                         |                                             | Домашний чемпионат Британии 1926/27         | 16 100                                      |
| 2                                           | 2 апреля 1927                               | Хэмпден Парк, Глазго                        | Шотландия                                   | 2:1                                         |                                             | Домашний чемпионат Британии 1926/27         | 111 214                                     |
| 3                                           | 11 мая 1927                                 | Стадион им. Оскара Боссаэрта, Брюссель      | Бельгия                                     | 9:1                                         | 63′                                         | Товарищеский матч                           | 35 000                                      |
| 4                                           | 21 мая 1927                                 | Женесс, Эш-сюр-Альзетт                      | Люксембург                                  | 5:2                                         |                                             | Товарищеский матч                           | 5000                                        |
| 5                                           | 26 мая 1927                                 | Коломб, Париж                               | Франция                                     | 6:0                                         |                                             | Товарищеский матч                           | 25 000                                      |
| 6                                           | 22 октября 1927                             | Уиндзор Парк, Белфаст                       | Ирландия                                    | 0:2                                         |                                             | Домашний чемпионат Британии 1927/28         | 30 000                                      |
| 7                                           | 28 ноября 1927                              | Терф Мур, Бернли                            | Уэльс                                       | 1:2                                         | 79′                                         | Домашний чемпионат Британии 1927/28         | 32 089                                      |

Итого: 7 матчей / 2 гола; 4 победы, 1 ничья, 2 поражения.

## Тренерская карьера
Летом 1933 года Пейдж покинул «Порт Вейл» и был приглашён в клуб «Йовил энд Петтерс Юнайтед» на должность главного тренера, продолжая оставаться игроком. В сезоне 1933/34 он даже стал лучшим бомбардиром клуба, забив 23 гола. В следующем сезоне помог команде выиграть чемпионские титулы в западной секции Южной лиги, а также в первом дивизионе Западной лиги.
В 1935 году возглавил валлийский клуб «Ньюпорт Каунти». В сезоне 1935/36 команда заняла 21-е место из 22 в Третьем южном дивизионе, после чего клуб подал заявку на повторное включение в состав этого турнира, которая была удовлетворена. В сезоне 1936/37 «Ньюпорт» занял 19-е место. 9 сентября 1937 года Пейдж покинул клуб.
В сезоне 1939/40 Пейдж был главным тренером «Гленторана» из Белфаста. В том сезоне «гленс» финишировали на 3-м месте в чемпионате. Впоследствии работал главным тренером ливерпульского клуба «Карлтон».
После возобновления официальных соревнований после окончания войны он был назначен главным тренером клуба «Суиндон Таун». Пейдж столкнулся с задачей строительства полностью новой команды — из довоенных игроков в команде остался только Билли Лукас. Первый послевоенный сезон команда завершила на 4-м месте Третьего южного дивизиона, что стало «неплохим результатом» с учётом новой команды, а также неразберихи с регистрацией игроков, многие из которых даже не были демобилизованы. В сезоне 1947/48 команда заняла 16-е место. Самым ярким моментом сезона стала победа в 4 раунде Кубка Англии над одним из лидеров высшего дивизиона, «Бернли», со счётом 2:0. В сезоне 1948/49 команда заняла 4-е место.
Клуб находился в сложной финансовой ситуации и не мог себе позволить дорогие трансферы футболистов, напротив, вынужден был продавать своих ведущих игроков. Это сказывалось на результатах: «Суиндон» завершил сезон 1949/50 на 14-м месте, 1950/51 — на 17-м месте, 1951/52 — на 16-м месте и 1952/53 — на 18-м месте. По завершении сезона 1952/53 покинул «Суиндон Таун», получив 500 фунтов стерлингов в качестве компенсации от клуба.
В 1953 году Пейдж возглавил клуб «Честер». Провёл в клубе три сезона, причём в первых двух команда финишировала на последнем месте Третьего северного дивизиона, а сезон 1955/56 завершила на 17-м месте.
Позднее Луис Пейдж работал скаутом в английском клубе «Лестер Сити».

## Статистика выступлений
| Клуб              | Сезон            | Дивизион              | Лига | Лига | Кубок Англии | Кубок Англии | Итого | Итого |
| Клуб              | Сезон            | Дивизион              | Игры | Голы | Игры         | Голы         | Игры  | Голы  |
| ----------------- | ---------------- | --------------------- | ---- | ---- | ------------ | ------------ | ----- | ----- |
| Сток              | 1919/20          | Второй дивизион       | 12   | 1    | 0            | 0            | 12    | 1     |
| Сток              | 1920/21          | Второй дивизион       | 8    | 0    | 0            | 0            | 8     | 0     |
| Сток              | 1921/22          | Второй дивизион       | 1    | 0    | 0            | 0            | 1     | 0     |
| Сток              | Итого            | Итого                 | 21   | 1    | 0            | 0            | 21    | 1     |
| Нортгемптон Таун  | 1922/23          | Третий южный дивизион | 39   | 5    | 1            | 0            | 40    | 5     |
| Нортгемптон Таун  | 1923/24          | Третий южный дивизион | 42   | 5    | 5            | 2            | 47    | 7     |
| Нортгемптон Таун  | 1924/25          | Третий южный дивизион | 41   | 14   | 1            | 0            | 42    | 14    |
| Нортгемптон Таун  | Итого            | Итого                 | 122  | 24   | 7            | 2            | 129   | 26    |
| Бернли            | 1925/26          | Первый дивизион       | 41   | 26   | 2            | 0            | 43    | 26    |
| Бернли            | 1926/27          | Первый дивизион       | 36   | 13   | 3            | 2            | 38    | 15    |
| Бернли            | 1927/28          | Первый дивизион       | 41   | 22   | 1            | 0            | 42    | 22    |
| Бернли            | 1928/29          | Первый дивизион       | 39   | 17   | 3            | 2            | 42    | 19    |
| Бернли            | 1929/30          | Первый дивизион       | 32   | 15   | 1            | 0            | 33    | 15    |
| Бернли            | 1930/31          | Второй дивизион       | 29   | 13   | 0            | 0            | 29    | 13    |
| Бернли            | 1931/32          | Второй дивизион       | 30   | 5    | 1            | 0            | 31    | 5     |
| Бернли            | Итого            | Итого                 | 248  | 111  | 11           | 4            | 259   | 115   |
| Манчестер Юнайтед | 1931/32          | Второй дивизион       | 9    | 0    | 0            | 0            | 9     | 0     |
| Манчестер Юнайтед | 1932/33          | Второй дивизион       | 3    | 0    | 0            | 0            | 3     | 0     |
| Манчестер Юнайтед | Итого            | Итого                 | 12   | 0    | 0            | 0            | 12    | 0     |
| Порт Вейл         | 1932/33          | Второй дивизион       | 18   | 2    | 1            | 0            | 19    | 2     |
| Всего за карьеру  | Всего за карьеру | Всего за карьеру      | 421  | 138  | 19           | 6            | 440   | 144   |

## Достижения
Сборная Англии
- Победитель Домашнего чемпионата Британии: 1927 (разделённый титул)

 Сток
- Второе место Второго дивизиона: 1921/22

 Йовил энд Петтерс Юнайтед
- Чемпион западной секции Южной лиги: 1934/35
- Чемпион дивизиона 1 Западной лиги: 1934/35